# Lectio Divina

Diagrama da Leitura Orante ou Lectio Divina.

Lectio divina, ou Leitura Orante, é uma prática e método de oração, reflexão e contemplação praticado pelos fiéis do Catolicismo desde tempos antigos, particularmente nos mosteiros beneditinos e cartuxos. Consiste na prática de oração e leitura das Escrituras e tem o intuito, segundo a Igreja Católica, de promover a comunhão com Deus e aumentar o conhecimento da Palavra de Deus.

## Prática
Guigo, prior da Grande Cartuxa, na sua famosa Scala Claustralium construiu uma escada de quatro degraus, a saber:
- Lectio ("leitura") — toma-se o texto sagrado, a Sagrada Escritura de preferência e faz-se a leitura lenta e cuidadosa do texto, não tanto com o objetivo de fazer uma exegese bíblica, mas sim o de "escutar" o que Deus transmite ao leitor. Pode-se repetir a leitura quantas vezes for preciso, até que o fiel se sinta tocado.
- Meditatio ("meditação") — medita-se sobre a Palavra, busca-se perceber o que é que Deus fala àquele(a) que lê. Não é mais uma leitura, mas uma "escuta".
- Oratio ("oração") — responde-se a Deus que antes falou. De acordo com o contexto, com a história pessoal de cada um no momento, deixa-se o coração derramar-se diante de Deus. É um diálogo com Deus.
- Contemplatio ("contemplação") — já não há mais necessidade de palavras. O orante/leitor tomou contato com o texto escrito, ou até diante da natureza, de um fato da vida; leu e "escutou" a voz que fala em seu coração, responde a essa Palavra, escrita ou não. E no último estágio, na contemplação, cala-se, adora, entrega-se numa adoração muda e silenciosa. A oração centrante é uma modalidade de oração contemplativa que se enquadra nesse quarto estágio da Lectio Divina.

A Lectio Divina, como escreveu São Bento, a exemplo de Santo Ambrósio, Santo Agostinho e outros Padres (já se encontra essa expressão em Orígenes - theía anágnosis) é "considerada por toda a tradição" — e pelo congresso dos abades beneditinos de 1967 — "como um dos meios mais adequados e necessários para a vida dos monges". Constitui uma parte essencial da conversatio monástica, um dos instrumentos tradicionais mais característicos para buscar a Deus.